# Secondo viaggio di David Livingstone
Il secondo viaggio di David Livingstone nello Zambesi si svolse dal 1858 al 1864, fu organizzato dalla britannica Royal Geographical Society allo scopo di esplorare il sud-est dell'Africa alla ricerca di giacimenti minerari e altre risorse naturali. La spedizione portò alla costituzione della Universities' Mission to Central Africa venne guidata da David Livingstone, che era già famoso per i suoi viaggi nell'interno dell'Africa.

## Antefatti
Nel dicembre 1857 il Ministero degli Esteri britannico propose una grande spedizione. Livingstone aveva previsto un altro suo viaggio in solitaria con aiutanti africani e nel gennaio 1858 accettò di guidare una seconda spedizione nello Zambesi con sei ufficiali specializzati, frettolosamente reclutati nel Regno Unito.
Il piroscafo fluviale in ferro Ma Robert fu rapidamente costruito in sezioni mobili prefabbricate e trasportato sul piroscafo Pearl dell'Ufficio coloniale, durante il suo viaggio verso Ceylon.

## Il viaggio
La partenza avvenne il 10 marzo e a Freetown imbarcarono dodici marinai krumen per manovrare il piroscafo e raggiunsero lo Zambesi il 14 maggio. Il piano prevedeva che entrambe le navi risalissero il fiume per stabilire basi, ma si rivelò completamente impraticabile per le barche oltre per la presenza delle rapide di Cabora Bassa, una serie di cataratte e rapide che Livingstone non era riuscito a esplorare nei suoi precedenti viaggi. Pearl scaricò i rifornimenti su un'isola a circa 40 miglia (64 km) a monte. Da lì, Ma Robert rallentò l'esplorazione, trascinandosi attraverso le secche. Le sponde del fiume erano una zona di guerra, con soldati portoghesi e i loro schiavi che combattevano i cacciatori di schiavi Chikunda di Matakenya (Mariano), ma entrambe le parti accettarono la spedizione di Livingstone come neutrale al conflitto.
Gli ufficiali specializzati, bloccati a Shupanga, non riuscirono a compiere gli obiettivi stabiliti e c'erano disaccordi. L'artista Thomas Baines fu licenziato dalla spedizione. Altri della spedizione furono i primi a raggiungere il lago Nyasa e lo esplorarono su una imbarcazione a quattro remi. Nel 1861 l'Ufficio Coloniale fornì una nuova nave da ricognizione a pale in legno, Pioneer, che portò il vescovo Charles MacKenzie della Missione delle Università in Africa Centrale (UMCA) lungo il fiume Shire per fondare una nuova missione.

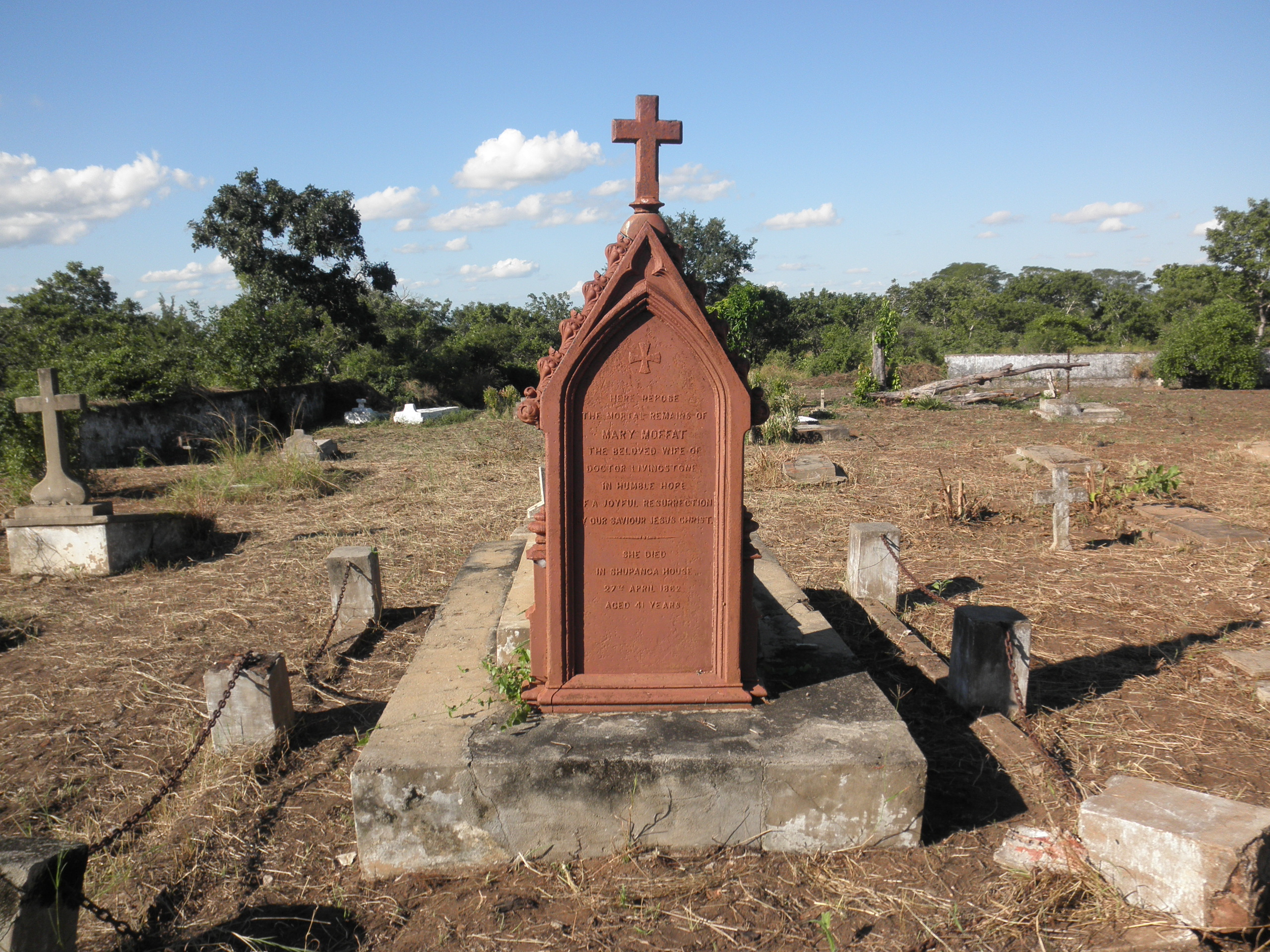
Tomba di Mary Moffat Livingstone presso Chupanga in Mozambico

Livingstone raccolse fondi per un piroscafo fluviale sostitutivo, il Lady Nyasa, appositamente progettato per navigare sul lago Nyasa. Fu spedito in diverse sezioni, contrariamente alla sua richiesta, insieme ad un gruppo di missionari tra cui sua moglie Mary Livingstone che arrivò nel 1862. Il Pioneer fu ritardato nell'approdo sulla costa e ci furono ulteriori ritardi dopo che si scoprì che il Vescovo era morto. Mary Livingstone morì il 27 aprile 1862 di malaria.
Livingstone portò Pioneer lungo la costa ed esplorò il fiume Ruvuma. Il medico John Kirk scrisse: "Non posso giungere a nessun'altra conclusione se non che il dottor Livingstone è fuori di testa e un leader molto pericoloso".
Quando Pioneer tornò a Shupanga nel dicembre 1862, pagarono (in stoffa) i loro "uomini Mazaro" che se ne andarono e ingaggiarono dei rimpiazzi. Il 10 gennaio 1863 partirono, rimorchiando Lady Nyasa, e risalirono il fiume Shire attraversando scene di devastazione poiché la caccia agli schiavi Chikunda di Mariano causava carestie, e spesso dovevano ripulire le ruote a pale dei cadaveri lasciati galleggiare a valle. Raggiunsero la cataratta di Chibisa e Murchison in aprile, quindi iniziarono a smantellare Lady Nyasa e a costruire una strada per superare le sue sezioni oltre le cataratte, per poter proseguire l'esplorazione.
Portò le navi a valle nel 1864 dopo che il governo ordinò il richiamo della spedizione.

## Conseguenze
La spedizione nello Zambesi fu giudicata un fallimento da molti giornali dell'epoca e Livingstone incontrò grandi difficoltà nel raccogliere fondi per esplorare ulteriormente l'Africa. John Kirk, Charles Meller e Richard Thornton, scienziati nominati per lavorare sotto Livingstone, contribuirono con grandi collezioni di materiale botanico, ecologico, geologico ed etnografico alle istituzioni scientifiche del Regno Unito.